# 宮崎良夫
宮﨑 良夫（みやざき よしお、1944年2月15日 - ）は、日本の法学者。専門は行政訴訟法・行政組織法。東京大学名誉教授、東京経済大学名誉教授、弁護士（東京弁護士会所属）。高柳信一門下。

## 経歴
- 1944年2月15日京都府生まれ
- 1967年3月 - 東京大学法学部I類卒業
- 1967年4月 - 東京大学社会科学研究所助手
- 1973年4月 - 東京大学社会科学研究所助教授
- 1976年8月～1978年7月 - ドイツ・フンボルト財団奨学生としてエアランゲン＝ニュルンベルク大学留学
- 1989年6月 - 法学博士（東京大学）（学位論文「法治国理念と官僚制」）
- 1990年4月 - 東京大学社会科学研究所教授
- 1993年4月～9月 - ドイツ・ベルリン自由大学東アジア研究所客員教授
- 1994年8月～10月 - ドイツ・ミュンスター大学法学部客員研究員
- 2000年4月 - 東京経済大学現代法学部教授
- 2004年6月　東京大学名誉教授
- 2006年4月 - 東京経済大学現代法学部長
- 2014年5月 - 東京経済大学名誉教授

## 活動など
- 日本公法学会所属
- 公法学研究連絡委員会 委員長
- 全国憲法研究会所属
- 日本民主法律家協会法律部会所属
- 日独法学会所属
- 日本ドイツ学会所属
- 日本学術会議第19期会員。人文・社会科学部門第二部（法律学、政治学）所属
- 国分寺市行政改革推進委員会 委員長

## 著書
- 『行政争訟と行政法学（行政法研究双書*東京大学社会科学研究所研究叢書）』（2004年9月）
- 『行政争訟と行政法学（行政法研究双書*東京大学社会科学研究所研究叢書）』（1991年12月）
- 『行政法学の現状分析高柳信一先生古稀記念論集』（共著：兼子仁、勁草書房、1991年7月）
- 『法治国理念と官僚制（東京大学社会科学研究所研究叢書）』（東京大学出版会、1986年11月）
- 『行政訴訟の法理論（東京大学社会科学研究所研究叢書）』（三省堂、1984年7月）